# ميشيل بيتيغروف
ميشيل بيتيغروف (بالإنجليزية: Michelle Pettigrove)‏ ممثلة أسترالية شاركت في مسلسل تلفزيوني أسترالي موجه للأطفال يدعى الشمس الفضية.

## الأعمال

### مسلسلات
| السنة     | العنوان        | الدور                           |
| --------- | -------------- | ------------------------------- |
| 1988–1994 | أكنتري براكتيس | الأخت كيت براينت / ماري أوكونور |
| 2004      | الشمس الفضية   | الدكتورة ليليان رايس            |

## روابط خارجية
- ميشيل بيتيغروف على موقع IMDb (الإنجليزية)